# Kurýrní služba

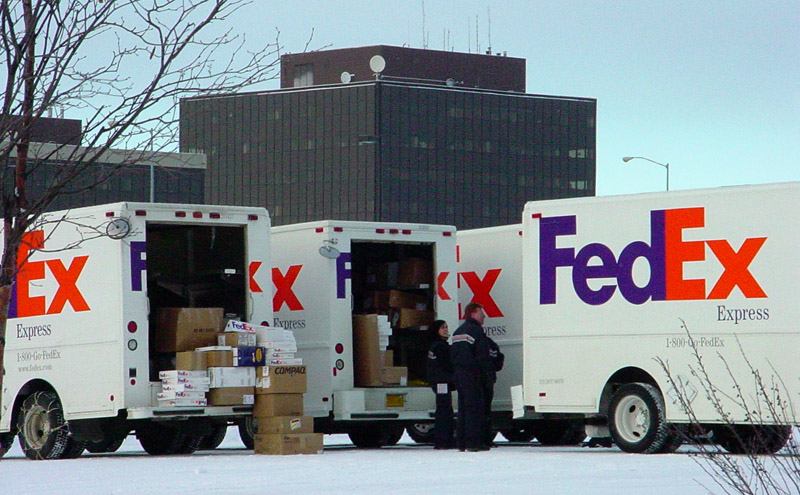
Dodávky americké kurýrní služby FedEx

Kurýrní služba je služba mající za cíl doručit zásilku na místo určení, jedná se o obdobu poštovní služby. Oproti poštovní službě je značný rozdíl v rychlosti přepravy, která bývá rychlejší, způsobu naložení a v ceně dopravy. Tato doprava umožňuje značnou flexibilitu ve změnách adresy dodání, či v objemu přepravovaného zboží.
Kurýrní služba spočívá v okamžitém vyzvednutí zásilky u odesílatele a následně bezodkladné předání zásilky adresátovi.

## Historický vývoj
Počátkem 20. století nebyla běžná poštovní doprava kvalitní. Byla tedy vytvořena síť kurýrů (hlavně vojenských), kteří co nejrychleji doručovali vojenské či diplomatické poštovní zásilky, tedy státně důležité zprávy, nařízení a rozkazy.
V letech 1918 až 1920 byla takto vojenskými kurýry i s pomocí letadel zajištěna doprava zásilek k českým jednotkám a diplomatům na Slovensko, do Francie, Maďarska a Rakouska. Lety byly označovány jako kurýrní. Zásilky byly označeny služebními razítky, někdy i razítkem státní či polní pošty v případě, že část dopravy byla zajištěna jinak, než kurýrem. Celistvosti diplomatické kurýrní služby jsou filatelisty vyhledávany. 